# Paranectriella meliolicola
Paranectriella meliolicola är en svampart som först beskrevs av Frank Lincoln Stevens, och fick sitt nu gällande namn av Piroz. 1977. Paranectriella meliolicola ingår i släktet Paranectriella och familjen Tubeufiaceae.   Inga underarter finns listade i Catalogue of Life.